# Manuel Jular
Manuel Jular Santamarta (León, el 16 de febrero de 1939-León, 28 de enero de 2017) fue un artista plástico español, que firmó y fue conocido como Manuel Jular. En sus inicios, y durante largo tiempo, pintor expresionista, escultor e ilustrador. Posteriormente, desde el año 2004, desarrolló su trabajo de forma exclusiva dentro del territorio del arte digital.

## Biografía
Estudió el Bachillerato en los Hermanos Maristas de su ciudad natal, iniciándose en el dibujo en el estudio del pintor Demetrio Monteserín. Con diecinueve años se trasladó a Madrid, donde comenzó las carreras de Medicina y Arquitectura, que no llegó a terminar. En 1958 se casó con Maribel Pérez-Alfaro Calvo, con quien tuvo dos hijas, Teresa y Cristina, nacidas en Madrid y en León, respectivamente.
Tras hacer el servicio militar en Palma de Mallorca, entonces obligatorio y de dos años de duración, se instaló en León, donde simultaneó la pintura con trabajos como ilustrador en la Editorial Everest y en agencias de publicidad. Premiado y reconocido a nivel local, en esta época también realizó varios murales en distintas ubicaciones públicas y privadas de León y Oviedo. González de Lama, en el primer número de la revista "Tierras de León", año 1961, escribía:

Actualmente León tiene casi una docena de pintores, todavía muy jóvenes, de los que hay que esperar mucho. No podemos hacer otra cosa que decir sus nombres: Llamas Gil, Petra Hernández, Gago, García Zurdo, Herminia de Lucas, Vargas, Jular... ...arte abstracto, lo llaman.

El panorama creativo en el León de la segunda mitad del siglo XX era bastante escaso, en consonancia con los tiempos  y criterios que una sociedad adormecida por la dictadura y el clero imponían. Los jóvenes pintores anteriormente citados eran contemporáneos, aunque no coetáneos, y estaban acogidos a diferentes corrientes creativas: el informalismo en sus diferentes derivaciones: expresionismo abstracto, pintura matérica, abstracción geométrica; y otras tendencias como la nueva figuración o el tardo impresionismo. Constituyeron un grupo heterogéneo y muy activo de artistas de vanguardia, acogidos con suspicacia y recelo en un entorno básicamente provinciano,  entorno que transformaron en paralelo a la expansión urbana de la ciudad, con innovaciones arquitectónicas no siempre afortunadas. 
Dentro del campo de la abstracción sin duda fueron Alejandro Vargas y Manuel Jular las figuras más señaladas, teniendo una importancia significativa su exposición conjunta en la Diputación de León en 1961. Testigo de su época, participó en la exposición inaugural del  CCAN en 1975, del que fue socio fundador junto a, entre otros, Modesto Llamas Gil y Luis Sáenz de la Calzada. La Obra Cultural de Caja España y la Diputación de León, así como algunas galerías, tuvieron un papel importante en la difusión de los creadores de esta primera vanguardia artística leonesa.
Luchador antifranquista en tiempos de la dictadura, en el año 1970 Manuel Jular fue encarcelado en Palma de Mallorca, siendo procesado y condenado por el Tribunal de Orden Público por el delito de propaganda ilegal (imprimir y distribuir pasquines adhesivos). A finales de los setenta dibujó viñetas políticas y portadas en Mundo Obrero, del PCE, y “Unidad”, revista de CC.OO. Fue militante de base del Partido Comunista de España, inicialmente en León y más tarde en Madrid,  ciudad donde vivió durante varias décadas. 
Sin dejar nunca de pintar ni de exponer, compatibilizó la creación con el ejercicio profesional en los campos del diseño y la publicidad. En los ochenta fue diseñador maquetista de la revista de cine “Casablanca”.
Desde 1990 hasta su jubilación fue director de Arte en el Grupo Nuevo Lunes, a cargo de diferentes revistas y publicaciones de prestigio, como el semanario económico “El Nuevo Lunes” y la revista de información general “El Siglo de Europa”.
Desde el año 2004 reside de nuevo en León y su trabajo se centra, casi exclusivamente, en las imágenes digitalizadas; son series de piezas relacionadas temáticamente. Obras a modo de collages digitales, en las que incide en lo figurativo sin perder, por ello, el carácter expresionista. Imprime estas series  experimentando sobre distintos materiales y texturas y sin desdeñar ni el gran o pequeño formato ni el libro de artista. Su actividad creativa y expositiva, en paralelo a la profesional, ha sido y es incesante desde sus tempranos inicios, mediada la década de los años cincuenta, hasta el día de hoy. Manuel Jular se ha incorporado al entramado 2.0, manteniendo en activo diferentes bitácoras desde donde expresa su escéptico e irónico juicio; no solo sobre las artes sino sobre multitud de circunstancias o hechos de actualidad, especialmente política.
Antonio Gamoneda, en Texto reescrito a tijera, dice sobre su amigo Manuel Jular:

La especie áspera, secretamente suntuosa, de la materia... se convierte... signo de un mundo orgánico... Signos, (alfabetos... números) de otra naturaleza, metafísica convencional (una antinaturaleza)... protagonista también de circunstancias historiables... este mundo ideal se identifica (también) oprimente, alienante... represivo... (véanse las) figuras... (las) fosilizaciones violentadas mecánicamente... amenazadas por la inclusión mutilante de la antinaturaleza... forzamiento de simetrías... a base de confrontaciones asimétricas. En esto (también) el pintor se adhiere a los mecanismos de la contradicción.... (sus obras) son la iconografía de un propósito eticista concreto... está implicado un pensamiento, una convicción sobre el destino histórico.

Sobre Manuel Jular han escrito en prensa, catálogos y bitácoras: Eloísa Otero, José María Merino, Aldo Sanz, Luis Mateo Díez, Antonio Bernabéu, Manuel Linares Rivas, Marta Delgado de Klee, Salvador Armesto Núñez, May Redondo, Marcelino Cuevas, Luis Artigue y Víctor M. Díez, entre otros muchos destacados escritores y  amigos.

Sería hombre universal si no pesase tanto sobre él, su nacimiento y genética leoneses

En julio de 2013 recibió el premio "Diálogo" del Ateneo Cultural "Jesús Pereda" en su cuarta edición.

## Exposiciones
La trayectoria expositiva de Manuel Jular se puede resumir con la mención de las siguientes muestras:
Individuales
1992"De acá para allá".Galería Zero. Murcia 2004: "Manuel Jular. De camino". Galería Detrás del Rollo. Murcia
- 1978: “Pequeños Formatos”. Sala de la Obra Cultural de la Caja de Ahorros de León. León.
- 1990: “Proyecto 1991”. Galería Centro Arte. León.
- 1992: "De acá para allá".Galería Zero. Murcia.
- 2000: Sala Lucio Muñoz. D.T. Junta Castilla y León. León.
- 2004 "Manuel Jular. De camino". Galería Detrás del Rollo. Murcia
- 2007: “¿Preguntas/Respuestas?”. Ármaga, Galería de Arte. León.
- 2011: “De anteayer… y de hoy”. Ármaga, Galería de Arte.[10] León.
- 2012 “Descensus ad Inferus”. Museo de León.[11] León.

Colectivas
- 1966: Exposición “Lo que pasa en España”. Bolonia y Milán.
- 1971: I Bienal “Provincia de León”. León.
- Exposición “Todos somos Picasso”. Galería Machado. Madrid.
- 1986: Artistas Plásticos en el Bimilenario de Astorga. Astorga.
- 1994: “Reencuentro”. Sala Provincia. León.
- 2005: “A nuestro modo/Our Way”. Junto con Juan Carlos Uriarte. Palacio de los Guzmanes. León.[12][13]
- 2009: “Ármaga 10 años”. Ármaga, Galería de Arte. León.

## Libros de artista
2012ː Gran teatro de la intolerancia, autoedición.  